# 9249 Yen
9249 Yen è un asteroide della fascia principale. Scoperto nel 1960, presenta un'orbita caratterizzata da un semiasse maggiore pari a 2,2938281 UA e da un'eccentricità di 0,0813603, inclinata di 2,05681° rispetto all'eclittica.